# Звёздные войны: Ученик джедая
Звёздные войны: Ученик джедая (англ. Star Wars: Jedi Apprentice) — серия из двадцати детских романов о вселенной Звёздных Войн, написанная Дейвом Уолвертоном (первая книга) и Джуд Уотсон (остальные книги). Серия повествует о детских годах Оби-Вана Кеноби, его учителе Квай-Гон Джинне и событиях, происходивших в 44-39ДБЯ, до событий, показанных в фильме «Скрытая угроза».

## Список книг серии

### Основные
| Русское название           | Оригинальное название     | Дата во вселенной |
| -------------------------- | ------------------------- | ----------------- |
| Становление Силы           | The Rising Force          | 45 ДБЯ            |
| Властитель тёмной силы     | The Dark Rival            | 45 ДБЯ            |
| Похитители памяти          | The Hidden Past           | 44 ДБЯ            |
| Знак короны                | The Mark of the Crown     | 44 ДБЯ            |
| Планета войн               | The Defenders of the Dead | 44 ДБЯ            |
| На перепутье               | The Uncertain Path        | 44 ДБЯ            |
| Осаждённый храм            | The Captive Temple        | 44 ДБЯ            |
| Час расплаты               | The Day of Reckoning      | 44 ДБЯ            |
| Битва за правду            | The Fight for Truth       | 43 ДБЯ            |
| Шаткий мир                 | The Shattered Peace       | 43 ДБЯ            |
| Смертельная охота          | The Deadly Hunter         | 43 ДБЯ            |
| Дьявольский эксперимент    | The Evil Experiment       | 42 ДБЯ            |
| Опасное спасение           | The Dangerous Rescue      | 39 ДБЯ            |
| В силу тесной связи        | The Ties That Bind        | 39 ДБЯ            |
| Гибель надежды             | The Death of Hope         | 39 ДБЯ            |
| Зов мести                  | The Call to Vengeance     | 39 ДБЯ            |
| Единственная свидетельница | The Only Witness          | 39 ДБЯ            |
| Внутренняя угроза          | The Threat Within         | 39 ДБЯ            |

### Специальное издание
| Русское название                      | Оригинальное название              | Дата во вселенной |
| ------------------------------------- | ---------------------------------- | ----------------- |
| Специальное издание #1: Заблуждения   | Special Editions #1: Deceptions    | 41 ДБЯ — 29 ДБЯ   |
| Специальное издание #2: Последователи | Special Editions #2: The Followers | 39 ДБЯ — 29 ДБЯ   |